# Oncocephalus notatus
Oncocephalus notatus är en insektsart som först beskrevs av Johann Christoph Friedrich Klug 1830.  Oncocephalus notatus ingår i släktet Oncocephalus och familjen rovskinnbaggar. Inga underarter finns listade i Catalogue of Life.